# Zilveren Bal
La Sfera d'Argento (Zilveren Bal in olandese) era un torneo di calcio a cadenza annuale che prendeva luogo prima dell'inizio della stagione calcistica a Rotterdam nella prima metà del XX secolo, mentre nella seconda metà venne spostato all'Aia. Nel 1901, con la retrocessione dello Sparta Rotterdam dalla massima serie, si diffuse il timore che la città sarebbe rimasta senza calcio di prima qualità e che col passare del tempo il livello calcistico si sarebbe ulteriormente deteriorato. Alcuni uomini si riunirono nella Commissione Calcio d'Argento (in olandese Zilveren Voetbal Commissie) con l'obiettivo di organizzare un torneo annuale ad invito in cui si sarebbero sfidate squadre di prima e di seconda classe. Per fregiarsi della coppa bisognava vincere il torneo 3 volte di fila oppure raggiungere 5 vittorie complessive. Per anni è stato il torneo più importante dei Paesi Bassi, anche più della coppa Holdert (che diverrà l'attuale (K) NVB beker).

## Le prime tre Sfere d'Argento
La prima edizione ebbe luogo nel 1901, tradizionalmente disputata nel campo dello Sparta Rotterdam. Nelle edizioni del 1901, 1902 e 1903 l'HVV vinse il torneo e fu dunque la prima squadra a fregiarsi del titolo. Nel 1924 l'HBS vinse il torneo per un totale di 5 volte, aggiudicandosi di conseguenza la seconda Sfera d'Argento. Nel 1937 il Feyenoord riuscì a prevalere sulle concorrenti per la quinta volta, aggiudicandosi la terza Sfera d'Argento.

## Calcio professionistico
Dal 1954 il torneo fu disputato seguendo le disposizioni della KNVB, contrarie allo spirito amatoriale, quale era quello della Commissione Calcio d'Argento. Nel 1955 il torneo non fu disputato. Nel 1956 la Commissione cercò di organizzare nuovamente il torneo a livello amatoriale a Rotterdam. La vittoria dell'HVV sul CVV fu premiata dalla Commissione con la quarta Sfera d'Argento.

## Commissione Sfera d'Argento dell'Aia
Su iniziativa del''ex presidente dell'HVV, il signor Ir. E.M. Neuerburg, la cui squadra vinse la quarta Sfera d'Argento per cui si combatteva dal 1938, il torneo fu trasferito all'Aia e fu istituita una nuova commissione. Questo fece città ospitante della manifestazione dal 1957 in poi l'Aia, negli anni successivi il torneo fu sempre disputato l'ultima settimana d'agosto e la prima di settembre. La quarta Sfera d'Argento divenne un torneo sfida, e la coppa non poteva essere più vinta a titolo definitivo.
A causa della concomitanza con le partite di campionato di settembre, divenne sempre più difficile trovare squadre che partecipassero al torneo. Dopo l'ultima edizione del 1985 giocata all'Aia la Commissione ha deciso di non organizzare più alcun torneo. Nel 1998 la Commissione Sfera d'Argento decise di lasciare la coppa premio del torneo all'HVV, la squadra che più volte ha vinto il torneo (9 volte). L'HVV ha però l'obbligo di non vendere la coppa ho farne alcun utilizzo, essa deve rimanere in custodia e di proprietà della società.

## Il ritorno di una tradizione
Il 15 novembre 2010 il Feyenoord e lo Sparta espressero la volontà di riportare alla vita la tradizione della Sfera d'Argento affrontandosi sul campo. Un interessante dettaglio è che queste due società furono escluse dal torneo del 1956 in poi in quanto professionistiche, quando lo spirito del torneo era invece amatoriale. La partita fu giocata il 5 gennaio 2011 allo stadio Het Kasteel, il ricavato è andato a beneficio dei settori giovanili dello Sparta e del Feyenoord. La partita fu criticata in quanto non aveva niente a che fare con lo spirito della Sfera d'Argento e di conseguenza non fu più disputata.

## Finali

### Sfera d'Argento di Rotterdam
- 1901: HVV – Rapiditas 2–1
- 1902: HVV – Volharding 3–0
- 1903: HVV – Sparta 3–1
- 1904: Velocitas Breda – Sparta 4–3
- 1905: HBS – Sparta 3–1
- 1906: HVV – HFC 7–2
- 1907: HBS – Achilles 7–0
- 1908: Quick Den Haag – Haarlem 4–2
- 1909: Quick Den Haag – VOC 3–1
- 1910: Sparta – HBS 5–0
- 1911: VOC – Quick Den Haag 1–0
- 1912: Haarlem – HFC 2–1
- 1913: Sparta – DFC 3–0
- 1914: niet gespeeld
- 1915: Quick Den Haag – HBS 1–0
- 1916: Willem II – Ajax 1–0
- 1917: Willem II – Sparta 2–1
- 1918: HBS – VOC 1–1
- 1919: HBS – DFC 7–2
- 1920: HVV – Sparta 4–0
- 1921: Willem II – Stormvogels 4–1
- 1922: Hermes DVS – ADO 2–0
- 1923: Sparta – V.O.C. 2–0
- 1924: HBS – Feyenoord 2–0
- 1925: Sparta – DHC 2–0
- 1926: Feyenoord – Willem II 3–2
- 1927: Excelsior – Feyenoord 5–0
- 1928: Feyenoord – HBS 3–0
- 1929: Sparta – Excelsior 6–1
- 1930: Feyenoord – Sparta 2–0
- 1931: Hermes DVS – Feyenoord 4–1
- 1932: Xerxes – Feyenoord 3–3
- 1933: Feyenoord – Willem II 2–1
- 1934: Sparta – Willem II 6–3
- 1935: Sparta – Excelsior 4–1
- 1936: ADO – Sparta 5–0
- 1937: Feyenoord – Sparta 3–1
- 1938: ADO – Hermes DVS 4–2
- 1939: Feyenoord – ADO 2–1
- 1940: Overmaas – DFC 5–0
- 1941: N.E.C. – SC Heracles 1–1
- 1942: Feyenoord – Quick Den Haag 2–1
- 1943: SC Enschede – Neptunus 4–2
- 1944: RFC – SC Enschede 5–2
- 1945: BVV – DFC 4–1
- 1946: BVV – SC Heracles 4–1
- 1947: HVV – SVV 1–1
- 1948: Feyenoord – Stormvogels 3–3
- 1949: Emma – Eindhoven 3–0
- 1950: BVV – Eindhoven 3–2
- 1951: Sparta – Eindhoven 1–1
- 1952: Eindhoven – Stormvogels 3–2
- 1953: ADO – Xerxes 1–1
- 1954: VVV – Xerxes 3–1
- 1955: niet gespeeld
- 1956: HVV – CVV 2–1

### Sfera d'Argento dell'Aia
- 1957: Quick Den Haag – VUC 3–0
- 1958: CVV – VUC 1–0
- 1959: Laakkwartier – Quick 1888 2–1
- 1960: HBS – HVV 1–0
- 1961: Spartaan'20 – VUC 1–1
- 1962: CVV – RFC 1–1
- 1963: CVV – Spartaan'20 2–1
- 1964: CVV – Laakkwartier 5–1
- 1965: CVV – De Musschen 3–2
- 1966: Laakkwartier – Quick Den Haag 1–0
- 1967: Spartaan'20 – Laakkwartier 0–0
- 1968: Quick Den Haag – Laakkwartier 0–0
- 1969: TSC – HVV 2–1
- 1970: RFC – Fluks 0–0
- 1971: Koninklijke HFC – Quick Den Haag 3–1
- 1972: Laakkwartier – VUC 0–0
- 1973: HVV – RFC 1–0
- 1974: Scheveningen – Quick Den Haag 0–0
- 1975: VUC – Spartaan'20 1–0
- 1976: VUC – HVV 1–0
- 1977: niet gespeeld (verregend)
- 1978: VUC – Blauw-Zwart 2–0
- 1979: Wilhelmus – Quick Den Haag 0–0
- 1980: Wilhelmus – Roodenburg 0–0
- 1981: HVV – Hermes DVS 1–0
- 1982: Laakkwartier – Verburch 1–0
- 1983: Xerxes – Verburch 1–0
- 1984: VUC – Verburch 4–0
- 1985: VUC 2 – Xerxes 1–0

### Derby Feyenoord vs Sparta
- 2011: Sparta Rotterdam – Feyenoord 2–4